# Diocesi di Iglesias

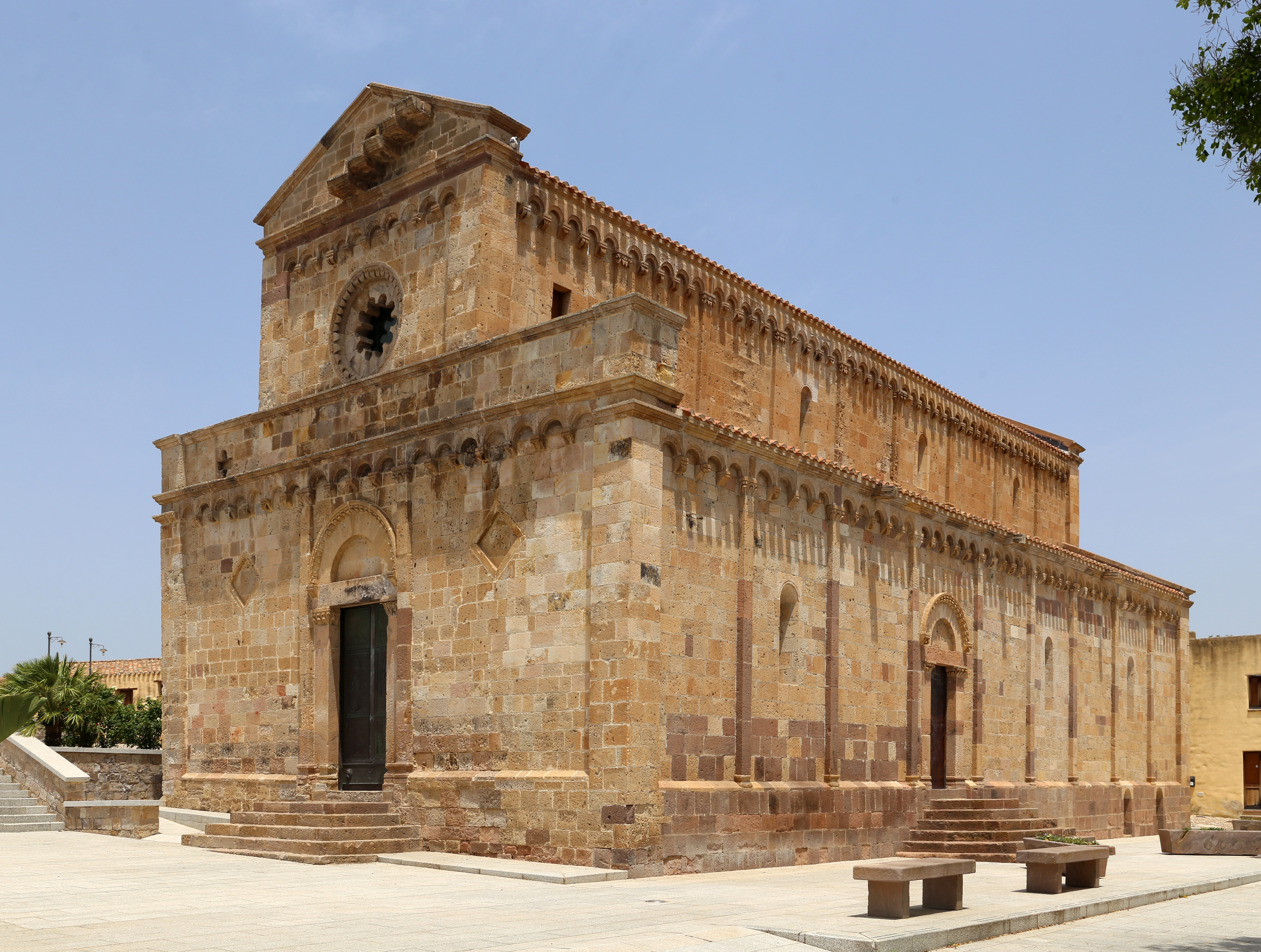
La chiesa di Santa Maria di Monserrato di Tratalias, edificata nel XIII secolo, fu cattedrale della diocesi fino al 1503.

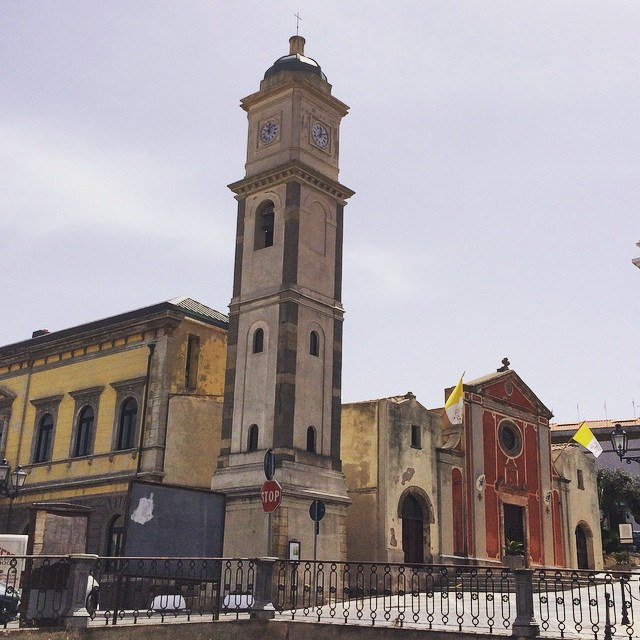
La basilica di Sant'Antioco martire a Sant'Antioco

La diocesi di Iglesias (in latino Dioecesis Ecclesiensis) è una sede della Chiesa cattolica in Italia suffraganea dell'arcidiocesi di Cagliari appartenente alla regione ecclesiastica Sardegna. Nel 2023 contava 120.000 battezzati su 121.253 abitanti. È retta dal vescovo Mario Farci.

## Territorio
La diocesi è situata nella parte sud-occidentale della Sardegna e comprende i comuni che appartenevano alla provincia di Carbonia-Iglesias e il comune di Teulada per un totale di 24 comuni, tutti nella provincia del Sud Sardegna.
Sede vescovile è la città di Iglesias, dove si trova la cattedrale di Santa Chiara. A Tratalias sorge l'antica cattedrale di Santa Maria di Monserrato e a Sant'Antioco la basilica di Sant'Antioco Martire.
Il territorio si estende su 1.678 km² ed è suddiviso in 64 parrocchie, raggruppate in 4 decanati: Carbonia, Iglesias, Sant'Antioco e Sulcis.

## Storia
La diocesi di Sulci (odierna Sant'Antioco) fu eretta probabilmente tra il IV e il V secolo. È già attestata come diocesi organizzata quando il primo vescovo conosciuto, Vitale, prese parte al concilio di Cartagine indetto nel 484 dal re vandalo Unerico, per ricomporre l'unità fra cattolici e ariani. Il cristianesimo deve essere giunto ben presto sull'isola di Sant'Antioco, il cui porto era un punto di riferimento importante sulle rotte verso l'Hispania e la Gallia. Risale ai primi secoli il culto e la devozione per il martire sant'Antioco, sul cui martyrium i bizantini costruirono nel VI secolo una sontuosa basilica. Dagli atti del concilio di Sardica del 343/344 si sa per certo che la Sardegna aveva più sedi episcopali, oltre a Cagliari, attestata per la prima volta nel 314: secondo Raimondo Turtas, non è da escludere che già in quest'epoca esistesse la diocesi sulcitana.
L'epistolario di Gregorio Magno non offre ulteriori chiare informazioni sulla sede di Sulci. In una lettera scritta nel 599 all'arcivescovo Ianuarius, il papa cita i nomi dei sei vescovi suffraganei di Cagliari, ma senza la sede di appartenenza. Se si esclude Mariniano di Torres e Vittore di Fausania, uno degli altri quattro vescovi (Vincenzo, Innocenzo, Libertino e Agatone) potrebbe essere stato vescovo di Sulci.
Sono noti altri due vescovi del primo millennio. Una lapide, conservata oggi nella cattedrale di Iglesias, ci informa che all'epoca del vescovo Pietro, all'inizio del VII secolo, venne restaurato un ambiente della cattedrale della diocesi sulcitana, la basilica di Sant'Antioco. Alla fine dell'Ottocento in un codice di un monastero di Monte Athos in Grecia fu scoperta la professione di fede ortodossa del vescovo Eutalio di Sulci, in relazione alle dispute teologiche sul monotelismo. In seguito, della diocesi non si conosce più nulla, probabilmente per le incursioni e l'invasione dei saraceni a partire dall'VIII secolo.
La diocesi venne restaurata, suffraganea dell'arcidiocesi di Cagliari, in occasione della riorganizzazione della Chiesa sarda, probabilmente all'epoca di papa Alessandro II (1061-1073). In questo periodo l'isola di Sant'Antioco era pressoché disabitata e si rianimava solo quando si celebrava la festa annuale del santo martire; inoltre nel 1089 il giudice di Cagliari, Costantino, alienò la basilica di Sant'Antioco ai monaci dell'abbazia di San Vittore di Marsiglia, cosa impensabile, se la basilica fosse stata cattedrale della diocesi. È perciò probabile che fin da quest'epoca i vescovi sulcitani ponessero la loro sede altrove, forse già a Tratalias, dove nel corso del XIII secolo venne edificata la cattedrale di Santa Maria di Monserrato. Nel 1218 papa Onorio III pose fine ad una contesa che aveva visto coinvolta la diocesi contro i monaci di Marsiglia e quelli di Montecassino, per una disputa sul possesso di alcune chiese e territori diocesani; il pontefice concesse uno speciale privilegium protectionis, con il quale riconosceva ai vescovi sulcitani il possesso perpetuo sulle proprietà oggetto di contesa e disponeva che «la chiesa del beato Antioco fosse ritenuta, secondo l'antica consuetudine, la sede della diocesi» di Sulci.
Tuttavia la costruzione della cattedrale a Tratalias presuppone che nel corso del XIII secolo la sede sia stata trasferita sulla terraferma, rimanendo la basilica del martire, secondo le disposizioni di Onorio III, la chiesa più importante della diocesi e de iure la sede episcopale. La diocesi comprendeva i distretti amministrativi di Cixerri e di Sulci e dalle Rationes decimarum del XIV secolo si evince che comprendeva, oltre Tratalias, altre 24 "ville".
Nel 1503, con la bolla Aequum reputamus dell'8 dicembre, papa Giulio II trasferì nuovamente la sede episcopale direttamente da Sulci a Iglesias, città che a partire dalla metà del XIV secolo era diventata la sede abituale dei vescovi sulcitani e del capitolo; da questo momento la diocesi assunse il nome di diocesi Sulcitanensis seu Ecclesiensis. Nel concistoro segreto del 9 gennaio 1514 papa Leone X, dando seguito ad una decisione già presa da Giulio II nel 1506, nominò il vescovo Giovanni Pilares arcivescovo di Cagliari e contestualmente stabilì l'unione della sede vescovile di Sulci con quella arcivescovile di Cagliari, a causa dell'esiguità della mensa vescovile. L'unione avrebbe dovuto estinguersi con la morte del Pilares, ma de facto proseguì per i successivi 250 anni.
Benché Sulci avesse conservato il proprio capitolo distinto da quello di Cagliari e un proprio vicario capitolare nei periodi di sede vacante, l'unione con Cagliari non era ben sopportata. Nel 1580, con l'avallo di Filippo II di Spagna, e nel 1620 ci furono tentativi di ristabilire la sede episcopale iglesiente, ma senza successo. La Rota Romana intervenne ufficialmente nel 1654 ribadendo l'unione delle due sedi, ma con la formula aeque principaliter; ad Iglesias fu riconosciuto il diritto di nominare un proprio vicario capitolare durante la vacanza della sede cagliaritana e il diritto di avere un proprio vicario generale.
Nel 1728 la diocesi contava 5 parrocchie e 8.023 abitanti. L'unione tuttavia iniziò a creare reali problemi di pastorale, data la vastità dell'arcidiocesi cagliaritana; lo stesso arcivescovo Tommaso Ignazio Natta (1759-1763) insistette presso la curia romana per concedere a Iglesias un proprio vescovo. Così nel concistoro del 18 maggio 1763, papa Clemente XIII decise lo scioglimento dell'unione delle due diocesi e ristabilì la sede episcopale a Iglesias. Il nuovo vescovo, Luigi Satta, fu nominato il 26 settembre successivo.
Nell'anno del restauro della sede episcopale, la diocesi contava circa 13.000 abitanti distribuiti in 6 località. La maggior parte della popolazione e del clero risiedeva a Iglesias, e nel resto della diocesi v'erano solo 7 sacerdoti. A metà Ottocento la diocesi aveva 27 parrocchie e quasi 30.000 abitanti. Caso unico in tutta l'isola, nel periodo tra il 1800 e il 1907 la diocesi ebbe solo 4 vescovi, con una media di 26 anni per vescovo. La longevità dei vescovi iglesienti permise alla diocesi di superare lo stratagemma utilizzato dal governo sabaudo di incamerare le rendite dei benefici ecclesiastici durante i periodi di sede vacante.
Contestualmente al Concilio Vaticano II, ci fu una proposta di soppressione della diocesi e della sua annessione a quella di Cagliari; «l'opposizione di quasi tutti i vescovi portò al mantenimento dello status quo».

## Cronotassi dei vescovi
Si omettono i periodi di sede vacante non superiori ai 2 anni o non storicamente accertati.

### Vescovi di Sulci
- Vitale † (menzionato nel 484)
- Anonimo † (menzionato nel 599)
- Pietro † (inizi VII secolo)
- Eutalio † (documentato fra il 649 ed il 680)[11]
- Anonimo † (menzionato nel 1061)
- Anonimo † (menzionato nel 1073)
- Anonimo † (menzionato nel 1089)
- Raimondo † (menzionato nel 1090)
- Gregorio † (menzionato nel 1102)[12]
- Salvio † (menzionato nel 1108)
- Arnaldo † (menzionato nel 1112)
- Anonimo † (menzionato prima del 1118)
- Anonimo † (menzionato nel 1118)
- Alberto † (menzionato nel 1123)
- Aimo † (prima del 1151 - dopo il 1163)
- Mariano I † (prima del 1206 - 27 marzo 1218 nominato arcivescovo di Cagliari)
- Bandino † (prima del 1221 - dopo il 1226)
- Arzotto † (menzionato nel 1235)
- Gregorio † (prima del 1263 - dopo il 2 gennaio 1267)
- Mondasco de' Sismondi † (prima del 1281 - dopo il 1282)
  - Bonifacio della Gherardesca † O.P. † (? - 18 luglio 1297 nominato vescovo di Sagona) (vescovo eletto)[13]
- Comita † (circa 1300 - 1324 deceduto)
- Angelo da Porta Sole, O.P. † (24 aprile 1325 - 12 febbraio 1330 nominato vescovo di Grosseto)
- Bartolomeo, O.Carm. † (12 febbraio 1330 - 1332 deceduto)
- Guglielmo Jornet, O.F.M. † (24 aprile 1332 - 1334 deceduto)
- Guglielmo Jaffer † (8 aprile 1334 - dopo il 1335)
- Mariano II † (prima del 1342 - circa 1349 deceduto)
- Ramón Gilet † (18 maggio 1349 - circa 1359 deceduto)
- Francesco Alegre, O.P. † (8 giugno 1359 - 1364 deceduto)
- Leonardo, O.F.M. † (27 novembre 1364 - ?)
- Francesco † (prima del 1387)
- Obbedienza romana:
  - Andrea † (prima del 1387)
  - Corrado de Cloaco † (24 aprile 1387 - 1389 dimesso)[14]
  - Filippo † (5 aprile 1389 - ?)
  - Biagio di Prato † (21 novembre 1396[15] - 1409)
- Obbedienza avignonese:
  - Pietro Tordora, O. de M. † (24 settembre 1388 - circa 1410 deceduto)
  - Giovanni Rodrigo de Corella, O.P. † (27 gennaio 1410 - 1415)
  - Giovanni Cassani, O.E.S.A. † (4 maggio 1418 - 1441 deceduto)
  - Raimondo de Torres, O.F.M. † (17 ottobre 1441 - ?) (antivescovo)[16]
- Sisinnio † (19 novembre 1442 - 5 luglio 1443 nominato vescovo di Ampurias)
- Antonio Presto, O.P. † (24 luglio 1443 - circa 1447 deceduto)
- Garsia, O.F.M. † (22 settembre 1447 - circa 1461 deceduto)
- Giuliano Matoni, O.P. † (6 novembre 1461 - circa 1487 deceduto)
- Simone Vargiu, O.F.M. † (4 aprile 1487 - circa 1503 deceduto)
- Giovanni Pilares[17] † (7 luglio 1503 - 9 gennaio 1514 nominato arcivescovo di Cagliari)
  - Sede unita a Cagliari (1514-1763)

### Vescovi di Iglesias
- Luigi Satta † (26 settembre 1763 - aprile 1772 deceduto)
- Giovanni Ignazio Gautier † (7 settembre 1772 - ottobre 1773 deceduto)
- Francesco Antonio Deplano † (13 marzo 1775 - 1781 deceduto)
- Giacinto Rolfi, O.S.A. † (18 luglio 1783 - 15 giugno 1789 deceduto)
- Giuseppe Domenico Porqueddu † (26 marzo 1792 - settembre 1799 deceduto[18])
- Nicolò Navoni † (11 agosto 1800 - 29 marzo 1819 nominato arcivescovo di Cagliari)
- Giovanni Nepomuceno Ferdiani † (23 agosto 1819 - 19 gennaio 1841 deceduto)
  - Sede vacante (1841-1844)
- Giovanni Battista Montixi † (25 gennaio 1844 - 26 febbraio 1884 deceduto)
- Raimondo Ingheo † (10 novembre 1884 - 16 dicembre 1907 dimesso[19])
  - Sede vacante (1907-1911)
- Giuseppe Dallepiane † (22 settembre 1911 - 13 aprile 1920 deceduto)
- Saturnino Peri † (16 dicembre 1920 - 1º novembre 1929 dimesso[20])
- Giovanni Pirastru † (22 luglio 1930 - 7 settembre 1970 dimesso[21])
- Giovanni Cogoni † (7 settembre 1970 - 25 marzo 1992 ritirato)
- Arrigo Miglio (25 marzo 1992 - 20 febbraio 1999 nominato vescovo di Ivrea)
- Tarcisio Pillolla † (3 luglio 1999 - 8 marzo 2007 ritirato)
- Giovanni Paolo Zedda (8 marzo 2007 - 6 ottobre 2022 ritirato)[22]
  - Sede vacante (2022-2024)
- Mario Farci, dal 30 novembre 2024

## Santo patrono
Antioco di Sulcis (95 - 127) fu uno dei protomartiri cristiani della Sardegna.

## Statistiche
La diocesi nel 2023 su una popolazione di 121.253 persone contava 120.000 battezzati, corrispondenti al 99,0% del totale.
| anno | popolazione | popolazione | popolazione | presbiteri | presbiteri | presbiteri | presbiteri                | diaconi | religiosi | religiosi | parrocchie |
| anno | battezzati  | totale      | %           | numero     | secolari   | regolari   | battezzati per presbitero | diaconi | uomini    | donne     | parrocchie |
| ---- | ----------- | ----------- | ----------- | ---------- | ---------- | ---------- | ------------------------- | ------- | --------- | --------- | ---------- |
| 1950 | 149.600     | 150.000     | 99,7        | 61         | 52         | 9          | 2.452                     |         |           |           | 30         |
| 1969 | 141.000     | 143.000     | 98,6        | 94         | 79         | 15         | 1.500                     |         | 19        | 182       | 51         |
| 1980 | 146.350     | 146.750     | 99,7        | 102        | 90         | 12         | 1.434                     |         | 14        | 170       | 63         |
| 1990 | 153.600     | 154.000     | 99,7        | 99         | 87         | 12         | 1.551                     | 1       | 14        | 119       | 69         |
| 1999 | 139.000     | 140.874     | 98,7        | 88         | 77         | 11         | 1.579                     | 1       | 12        | 89        | 62         |
| 2000 | 143.800     | 145.900     | 98,6        | 80         | 72         | 8          | 1.797                     | 1       | 9         | 77        | 64         |
| 2001 | 143.900     | 146.000     | 98,6        | 84         | 74         | 10         | 1.713                     | 1       | 11        | 79        | 64         |
| 2002 | 146.000     | 146.800     | 99,5        | 87         | 76         | 11         | 1.678                     | 1       | 12        | 70        | 64         |
| 2003 | 145.000     | 145.800     | 99,5        | 87         | 76         | 11         | 1.666                     | 1       | 11        | 70        | 64         |
| 2004 | 147.000     | 147.200     | 99,9        | 82         | 76         | 6          | 1.792                     | 1       | 7         | 45        | 64         |
| 2006 | 145.000     | 145.600     | 99,6        | 89         | 80         | 9          | 1.629                     | 2       | 9         | 65        | 64         |
| 2010 | 146.000     | 147.000     | 99,3        | 84         | 77         | 7          | 1.738                     | 2       | 7         | 56        | 64         |
| 2013 | 140.500     | 145.600     | 96,5        | 87         | 79         | 8          | 1.614                     | 2       | 8         | 54        | 65         |
| 2016 | 139.600     | 141.070     | 99,0        | 80         | 72         | 8          | 1.745                     | 2       | 9         | 43        | 64         |
| 2019 | 135.000     | 136.345     | 99,0        | 70         | 67         | 3          | 1.928                     | 5       | 3         | 21        | 64         |
| 2021 | 127.000     | 128.000     | 99,2        | 63         | 60         | 3          | 2.015                     | 4       | 3         | 21        | 64         |
| 2023 | 120.000     | 121.253     | 99,0        | 64         | 60         | 4          | 1.875                     | 5       | 4         | 29        | 64         |